# Wessobrunner Schule

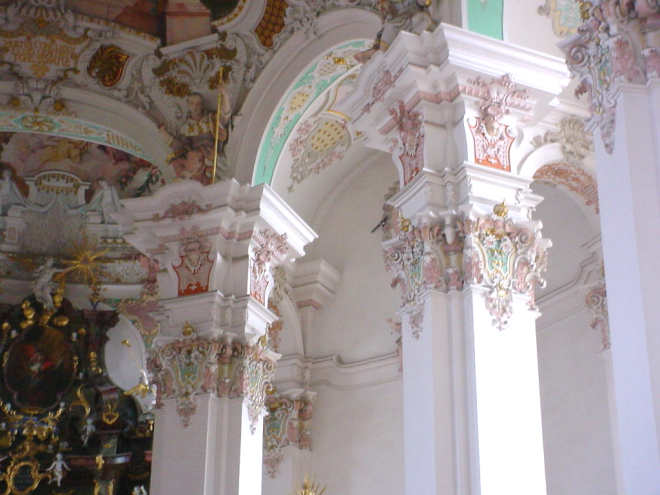
Wessobrunner Stuck in der Wallfahrtskirche Steinhausen

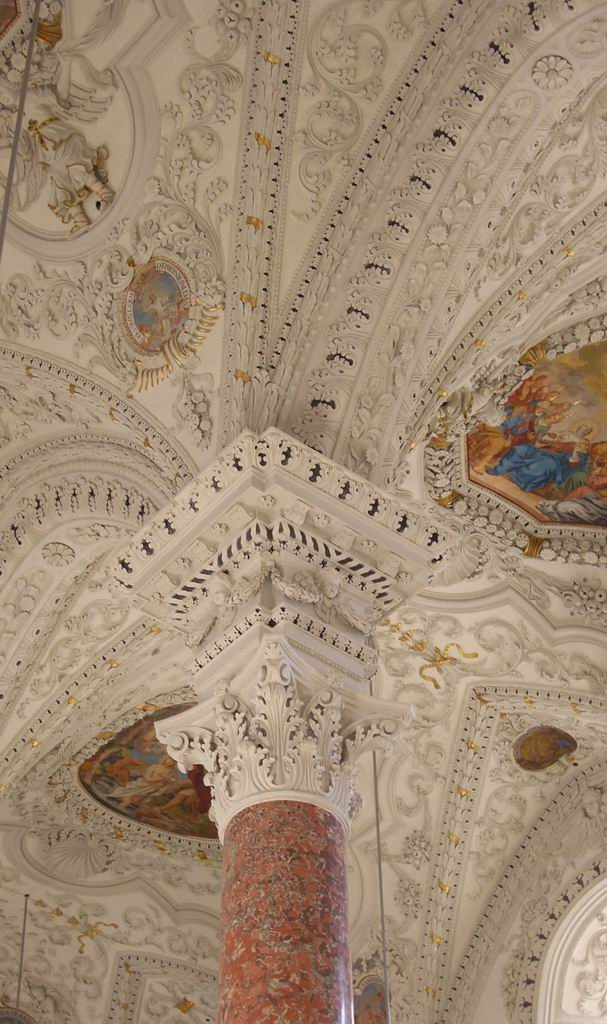
Spätbarocker Wessobrunner Stuck mit Rokoko-Elementen an der Kirchendecke des ehemaligen Kreuzherrenklosters in Memmingen

Wessobrunner Schule bezeichnet eine Vielzahl von Kunsthandwerkern und Künstlern (großteils Stuckateure), die ab Ende des 17. Jahrhunderts in den Werkstätten der Benediktinerabtei Wessobrunn in Oberbayern ausgebildet wurden. Dort waren zeitweise bis zu 300 Mitarbeiter beschäftigt. Mehr als 600 dieser Stuckateure, Baumeister und Kupferstecher sind namentlich bekannt. Die Wessobrunner beeinflussten im 18. Jahrhundert maßgeblich die Stuckkunst in Süddeutschland, Tirol und der Schweiz und dominierten sie zeitweise.
Der Begriff Wessobrunner Schule wurde erst 1888 von den Kunsthistorikern Gustav von Bezold und Georg Hager geprägt. Als Begründer werden die Baumeister und Stuckateure Caspar Feichtmayr und Johann Schmuzer angesehen. Maurer, Zimmerer und Stuckateure waren als Handwerker in Zünfen vereinigt, wie etwa die Auer Zunft. Nur als Meister war (wie heute noch durch den Zunftzwang) dem Handwerker als Künstler eine selbständige Berufsausübung erlaubt.

## Vertreter
Als wichtigste Vertreter gelten die Gebrüder Johann Baptist und Dominikus Zimmermann, die über mehrere Generationen tätigen Schmuzer und die Familie Feichtmayr/Feuchtmayer. Einige Wessobrunner arbeiteten auch als Baumeister, wie etwa Johann und Joseph Schmuzer oder Dominikus Zimmermann. Andere wichtige Familien waren die Bader mit Abraham Baader, Finsterwalder mit Ignaz Finsterwalder, Gigl, Merck, Rauch, Schaidauf oder Schaidthauf (Johann Peter Schaidthauf und Thomas Schaidthauf), Übelher mit Johann Georg Üblhör und Zöpf mit Thassilo Zöpf.

## Entwicklung des Stuckateurshandwerks
Die Stuck-Technik wurde bereits um 7000 v. Chr. angewendet und erlebte im Renaissance-Italien eine Blüte. In Deutschland trat sie erstmals in der Residenz Landshut um 1545 auf. Wenn Michael Wening in seinem Werk „Historico-Topographica Descriptio“ (1. Teil) anno 1701 erwähnte, die Bewohner der zum Kloster Wessobrunn gehörenden Dörfer Gaispoint und Haid wirkten überwiegend als Stuckatoren und Maurer, so impliziert das eine länger zurückreichende Tradition.
In Bayern gingen Ende des 16. Jahrhunderts einheimische Maurer und Steinmetze mit italienischen Stuckateuren eine Allianz ein. Im 17. Jahrhundert entwickelte sich in Wessobrunn das bedeutendste Stuckatorenzentrum des damaligen Europas, an das im 18. Jahrhundert die wichtigsten Aufgaben nicht nur in Süddeutschland, sondern auch in Frankreich, Polen, Ungarn und Russland vergeben wurden. Die italienische Konkurrenz konnte nicht mithalten.
Höhepunkt dieser Dekorationskunst war die von Domenikus Zimmermann erbaute und stuckierte sowie von seinem Bruder Johann Baptist freskierte Wallfahrtskirche Wies (1744 ff.). In diesem Bau wurden sogar Architekturelemente gleichsam zum Ornament.
Die Arkadenbögen im Chor etwa sind nichts anderes als monumentale, durchbrochene Rocaille-Kartuschen. Den Schritt zu dieser kompromisslosen Übertragung der Rocaille auf die Architektur vollzog allerdings nur Dominikus Zimmermann.
Ab etwa 1750 ließ die Bautätigkeit allgemein nach; die meisten großen Rokoko- und Wallfahrtskirchen waren vollendet. Als man in Bayern 1770 vom plastischen Stuck abkam und eine Verordnung mehr Nüchternheit und Sachlichkeit forderte, war den Wessobrunnern gewissermaßen die Existenzberechtigung entzogen. Auch wenn es nochmals eine frühklassizistische Bauwelle zwischen 1775 und 1790 gab, sank die Zahl der Stuck-Künstler. Die 1783 gegründete „Gesellschaft der Stuccatoren“ hatte noch 68 Mitglieder, 1798 waren es 27 und 1864 nur noch neun Mitglieder.
Die Ausstrahlung der Wessobrunner Stuckateure ist in zahlreichen europäischen Ländern zu beobachten, vor allem auch im benachbarten westlichen Österreich. Selbst im weit entfernten Kloster Neuzelle im protestantisch dominierten Brandenburg arbeiteten Wessobrunner Meister.

## Bekannte Werke
- Innsbruck: Helblinghaus
- Luzern: Jesuitenkirche
- Obermarchtal: St. Peter und Paul
- St. Peter im Schwarzwald: Kloster
- St. Gallen: Kloster
- Wies bei Steingaden: Wieskirche
- Zwiefalten: Münster Unserer Lieben Frau

## Schriften
- Harriet Brinkmöller-Gandlau: Zimmermann, Baumeister- und Stukkatorenfamilie in Wessobrunn. In: Biographisch-Bibliographisches Kirchenlexikon (BBKL). Band 14, Bautz, Herzberg 1998, ISBN 3-88309-073-5, Sp. 486–489.